# Roemeense strijdkrachten
De Roemeense strijdkrachten (Roemeens: Forţele Armate Române of Armata Română), bestaande uit een landmacht, marine en luchtmacht, zijn de krijgsmacht van het Oost-Europese land Roemenië. De krijgsmacht van Roemenië telde anno 2010 bijna 60.000 manschappen. Sinds de val van het communisme zijn de strijdkrachten grondig hervormd, afgeslankt en gemoderniseerd. Roemenië werd in 2004 lid van de NAVO, waarbij het leger zich aanpaste aan de NAVO-standaarden.
Roemenië steunde de Irakoorlog die in 2003 begon en had er op het piekmoment 730 manschappen. In 2009 werden de laatsten teruggetrokken. Ook was het betrokken bij de oorlog in Afghanistan, waar het land tot 1800 troepen naartoe heeft gezonden.

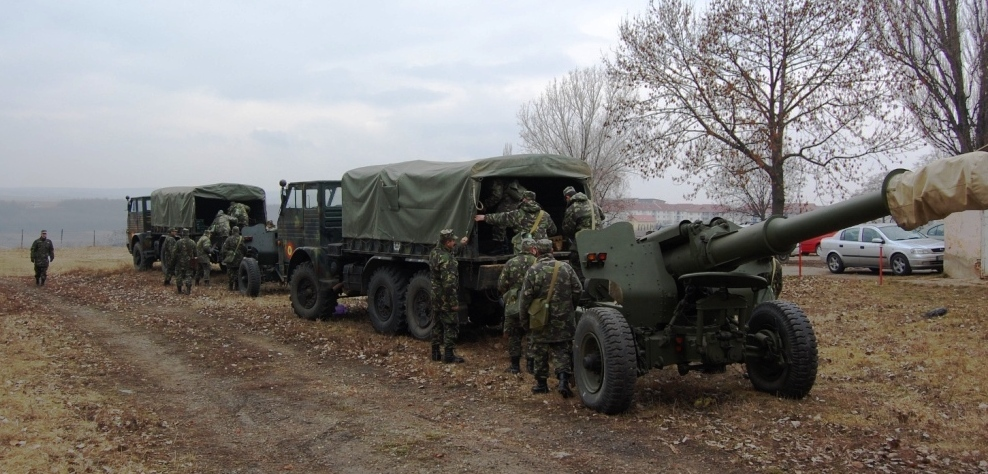
Getrokken 152 mm Md.81-houwitsers van het 335e artilleriebataljon.
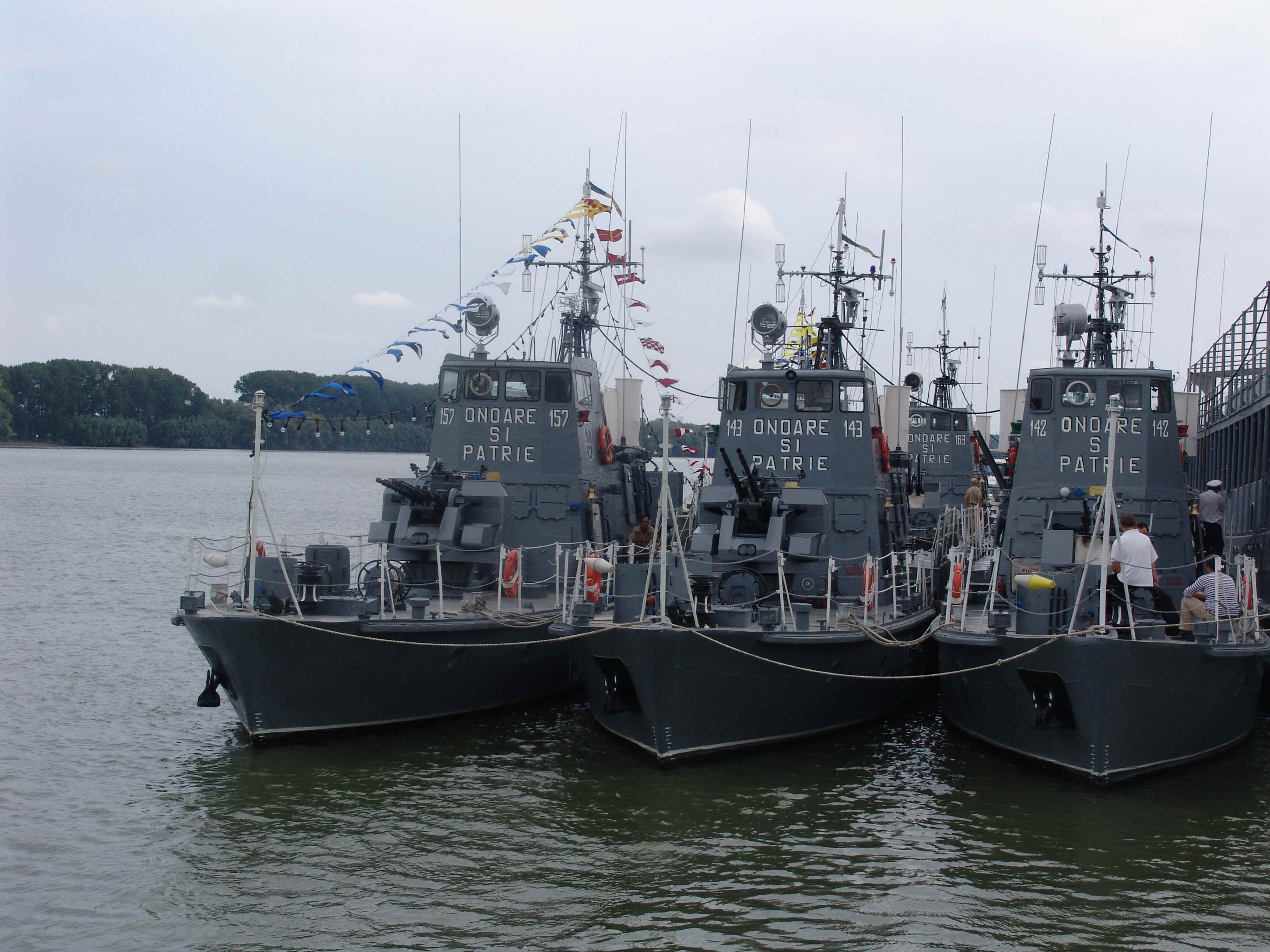
Rivierpatrouilleschepen in de haven van Tulcea.
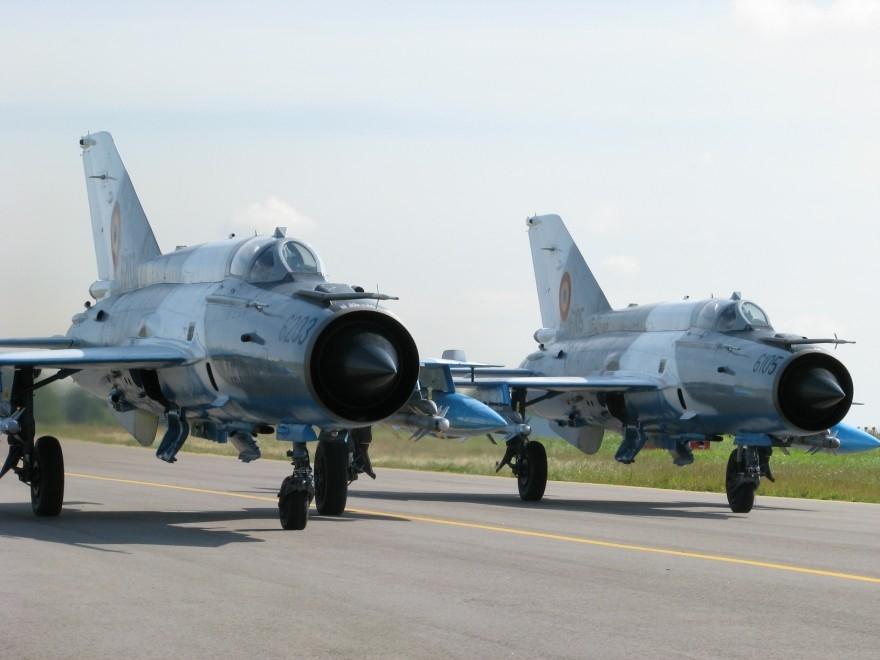
Twee MiG-21's op de startbaan.
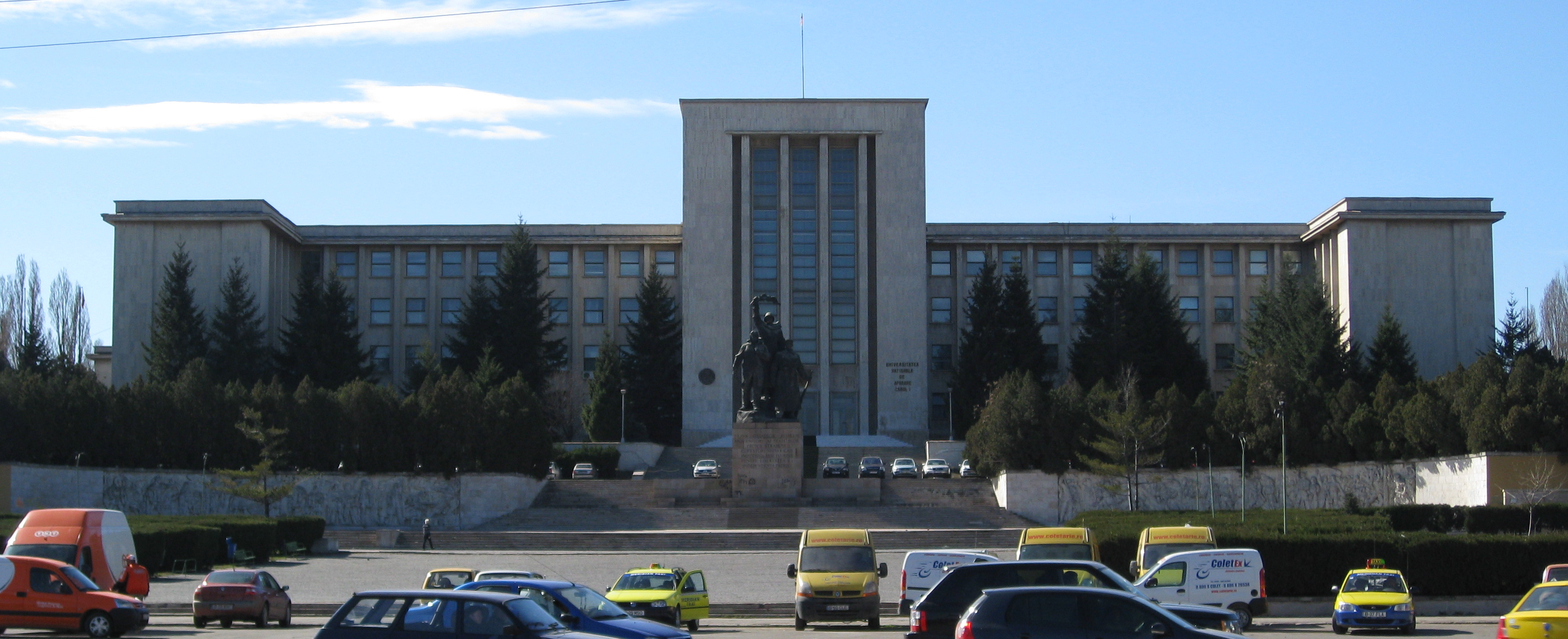
De militaire academie in Boekarest.